# Svítiplyn
Svítiplyn je hořlavý vysoce jedovatý technický plyn vyráběný z uhlí zahříváním bez přístupu vzduchu, který byl distribuován spotřebitelům pomocí plynovodů. Je tvořen směsí vodíku, oxidu uhelnatého, metanu, a dalších plynů (dusík, oxid uhličitý). Byl používán v 19. a 20. století především ke svícení, ale i k výrobě tepla. V polovině 20. století byl nahrazen levnějším a nejedovatým zemním plynem. Je obdobou koksárenského plynu, ale má lepší vlastnosti potřebné pro rozvod po městech.

## Historie používání svítiplynu
Roku 1802 došlo i k prvnímu použití svítiplynu během vaření pro ohřívání potravy, když byl použit Zachausem Winklerem.
Svítiplyn se používá pro osvětlování od počátku 19. století. První veřejné plynové osvětlení bylo zprovozněno 31. prosince 1813 v Londýně. Postupně se využívání tohoto plynu rozšířilo po celém světě. V Praze a Brně bylo plynové osvětlení zavedeno v roce 1847. Na přelomu 19. a 20. století byl pro svou širokou dostupnost používán i pro plnění balónů.
Od konce první světové války začal být svítiplyn využíván k pohonu motorových vozidel. Ve třicátých a čtyřicátých letech 20. století jezdily na svítiplynový pohon osobní i nákladní automobily, autobusy, omnibusy, ale taky traktory a jiná zemědělská technika.
Rozvody svítiplynu byly prvním veřejným rozvodem energie. Po překonání nedůvěry, vyvolané několika výbuchy prvních nedokonalých zařízení, se začal svítiplyn široce využívat i pro osvětlování domácností, vytápění a vaření. Hromadná výroba a distribuce svítiplynu si vyžádala vybudování rozsáhlé infrastruktury plynáren, plynojemů a potrubních sítí.
Ve 20. století byl však postupně vytlačován elektřinou a levnějším a bezpečnějším zemním plynem. Výměna za zemní plyn začala v Česku v roce 1969 na jižní Moravě a skončila v severních Čechách v roce 1996 ukončením výroby v tlakové plynárně ve Vřesové na Sokolovsku (Sokolovská uhelná a. s.). Výroba pak pokračovala už jen pro tzv. odsířený energoplyn pro novou navazující paroplynovou elektrárnu Vřesová (2×200 MW) až do roku 2020.

## Výroba svítiplynu
Svítiplyn se vyrábí uměle, buď karbonizací uhlí (vzniká jako „vedlejší“ produkt v koksárnách), tlakovým zplyněním hnědého uhlí, štěpením zemního plynu nebo úpravou jiných plynů.

## Otrava svítiplynem
Otrava svítiplynem je v podstatě otrava oxidem uhelnatým, který je ve svítiplynu obsažen v různém množství podle toho, z čeho je vyroben. V dobách, kdy byl svítiplyn používán jako otopný plyn v domácnostech, stával se častým prostředkem sebevražd. Z toho pochází úsloví „pustit si plyn“. Docházelo také k nehodám, kdy došlo k neplánovanému uhasnutí plamene v topidlech, která neměla pojistku pro případ uhasnutí plamene.
Otrávil se jím například Jiří Šlitr († 1969), básník Václav Hrabě († 1965) nebo herečka Jana Rybářová († 1957).